# Pagedangan Ilir
Pagedangan Ilir is een bestuurslaag in het regentschap Tangerang van de provincie Banten, Indonesië. Pagedangan Ilir telt 5978 inwoners (volkstelling 2010).